# Ultracorrección
La ultracorrección, sobrecorrección o hipercorrección es el fenómeno lingüístico que ocurre cuando, por deseo de adoptar un estilo culto o prestigioso, se modifica una palabra o construcción estándar, por creer equivocadamente que está considerada como incorrecta o poco culta.
Paradójicamente, tales ultracorrecciones son, desde el punto de vista normativo, incorrecciones. Dichas ultracorrecciones pueden ser tanto de pronunciación u ortográficas como gramaticales o semánticas.
Por ejemplo, en Este agua no está muy fría, se ha empleado el demostrativo masculino ante un sustantivo que comienza por /á/ tónica, en la falsa creencia de que es lo correcto, cuando la norma solo impone esta forma para el artículo (el agua, pero esta agua).

## Ultracorrecciones gramaticales
Un cambio en la estructura gramatical de una frase por influencia de otra estructura percibida como "más culta". Es por ejemplo el caso del dequeísmo, consistente en añadir la preposición "de" en expresiones donde es absolutamente innecesaria "creo de que vino" por "creo que vino" (se cree "algo", no "de algo") o "me dijo de que viniera" por "me dijo que viniera". Es una ultracorrección porque no corresponde con ninguna variante espontánea de la lengua.
Otra ultracorrección morfológica sería la eliminación de los artículos contractos al y del y sustituirlos por *a el o *de el, así como la expresión *a la alza (copiada de "a la baja", sin tener en cuenta que, aunque femenina, la palabra 'alza' comienza con a tónica, como 'agua' o 'arma').

## Ultracorrecciones morfológicas
Consisten en un cambio en la forma de las palabras por una creencia errónea sobre su origen o funcionamiento. La palabra 'analfabeto' es un adjetivo/sustantivo normal, proveniente del griego, y se declina como cualquier otro adjetivo o sustantivo: un analfabeto, una mujer analfabeta. Mantenerla en la forma terminada en -a/-as (por analogía con otras palabras de origen griego como 'astronauta' o 'jerarca') es una incorrección.

## Ultracorrecciones ortográficas
Consisten en el uso de grafías supuestamente legítimas pero alejadas del uso correcto: *thé en vez de té o *bisteck en vez de bistec por influencia de las grafías extranjeras 'th' y '-ck' (en francés es thé y en inglés beefsteak).
Entre estas destacan las sustituciones de c por cc o sc, como por ejemplo, *edicción, *inflacción, *deflacción, *flaccidez o *descidir en lugar de las correctas edición, inflación, deflación, flacidez y decidir. También la sustitución de c o s por x: *toráxico por torácico, *extremecido por estremecido.
Otro caso es suplantar el diptongo io por eo y escribir incorrectamente, por ejemplo, geráneo por geranio, sectáreo por sectario, etáreo por etario o espúreo por espurio.
O agregar la letra h donde no corresponde: exhuberante por exuberante o exhorbitante por exorbitante, por analogía con exhalar y sus derivados, que sí la llevan.

## Ultracorrecciones semánticas
Se producen al utilizar una palabra supuestamente más culta (pero incorrecta) en lugar de la más común y correcta, por ejemplo, *no te escucho nada en vez de no te oigo, utilizando el verbo escuchar sin respetar su significado de 'oír voluntariamente'; decir recepcionar, que se aplica a la recepción de las ondas por un aparato, por recibir; o usar el adjetivo errático, cuyo significado correcto es errante, cambiante, impredecible, por errado. 
Un fenómeno similar a las ultracorreciones es el uso de una palabra de significado similar pero forma diferente. En esto es común usar palabras más largas: por ejemplo, ejercitar por ejercer (e.g. *ejercitar el derecho al voto en lugar de ejercer el derecho al voto).
Las ultracorreciones semánticas son de hecho una forma importante de cambio lingüístico en el nivel semántico.

## Ultracorrecciones fonéticas
Son aquellas pronunciaciones supuestamente más sofisticadas o correctas que son en verdad falsas. Por ejemplo, soldado, cansado conviven con formas habladas en las que se pierde la -d-: soldao, cansao. Esto influye para que se diga *Bilbado, *Silado y *bacalado en lugar de  Bilbao, Silao o bacalao. De esta última ultracorrección proviene el femenino bacalada, y de una ultracorrección semejante proviene el nombre actual Mallorca (confusión y corrección de -ll- por -y-) en vez del ant. Mayorca < Majorica. Otras ultracorrecciones provienen de supuestas pronunciaciones extranjeras (CD-ROM pronunciado 'sidirrum', Reebok pronunciado como 'ribuc', etc.). 
La ultracorrección fonética más común del español actual es quizás la pronunciación afectada de la letra 'v' como el fonema labiodental sonoro [v], que  no existe naturalmente en ningún dialecto del español[cita requerida] (como no existía en latín, donde la letra 'v' se pronunciaba [w]).